# Conde de Casa-Fuerte
Conde de Casa-Fuerte is een sinds 1747 bestaande Spaanse adellijke titel.

## Geschiedenis
De grafelijke titel werd op 9 maart 1747 toegekend aan José de Montoya-Salazar y Orbaneja, bestuurder van Lima (Perú) waarna nog twee nazaten in de titel opvolgden. In 1925 werd de titel herbevestigd voor Elías de Montoya-Salazar y Blasco, waarna de titel overging op zijn dochter María Teresa de Montoya-Salazar y Gondrona (1905-1981), en vervolgens in 1985 op haar zoon Dimas Adánez y Montoya (1930-1987). Sinds 4 oktober 1989 is de titeldraagster diens zus María Teresa Adánez y Montoya (1936), die in 2017 in Madrid woonde.